# Johannes Oosterdijk Schacht
Johannes Oosterdijk Schacht, né le 26 octobre 1704 à Leyde, mort le 18 août 1792  à Utrecht, est un médecin néerlandais.

## Biographie
Son père est Hermannus Oosterdijk Schacht, médecin.
Il soutient sa thèse de médecine et sa thèse d'« astronomico-physique » à l'université de Leyde le 26 septembre 1726.
En octobre de l'année suivante il succède à Ruardus Andala comme professeur de philosophie à l'université de Franeker. Sa leçon inaugurale s'intitule De arcto, quo philosophia cum omnibus, praesertim medicis, scientiis nectitur vinculo.
Le 13 juin de l'année suivante, il devient professeur de médecine à l'université d'Utrecht ; sa première leçon est  Qua senile fatum inevitabili necessitate ex humani corporis mechanismo sequi, demonstratur. En 1732 et en 1752, il est recteur de l'université d'Utrecht.
Sa dernière publication connue, De arcanis medicorum non celandis, est publiée à Utrecht en 1753. Il devient en 1790 professeur émérite et meurt deux ans plus tard.
Schacht était aussi philosophe, médecin et poète. Sa bibliothèque a été dispersée en 1793 à Utrecht.

## Œuvres
La plupart de ses œuvres sont en latin.
- De secretione animali sur Google Livres Leyde, 1726 — Thèse de médecine
- De motu planetarum in orbitis ellipticis sur Google Livres Leyde, 1726 — Thèse de philosophie
- De arcto, quo philosophia cum omnibus, praesertim medicis, scientiis nectitur, vinculo sur Google Livres Franeker, 1728
- Qua senile fatum inevitabili necessitate ex humani corporis mechanismo sequi demonstratur sur Google Livres, Utrecht, 1729
- Morbus remedium, sive de morborum in sanandis morbis efficacia sur Google Livres, Utrecht, 1733
- Oratio funebris in obitumviri Cl. Arnoldi Drakenborchii, historiarum et eloquentiae professoris., Utrecht, 1746
- Institutiones Medicinae Practicae ad Auditorum potissimum usus in Epitome redactae et evulgatae. Accedunt duae Orationes, quarum altera demonstratur senile fatum inevitabili necessitate ex H.C. mechanismo sequi. Altera inscribitur Morbus Remedium, sive de morborum in sanandis morbis efficacia. Utrecht 1747 Edit. Trajectina altera auctior. Accedit Oratio de arcanis medicorum non celandis. Utrecht  1748, 1767, Vindobonae 1750, Diese Schrift erschien auch Niederdeutsch unter dem Titel : Redevoering ten betooge dat een Geneesmeester geene geheimen van zijne kunst moet maken, Utrecht, 1753
- (nl) Een geneesmiddel tegen de vallende ziekte ter beproevinge voorgesteld in Verhand. uitg. door het Zeeuwsch Genootschap, Middelburg, 1771-1773